# Simone Augusto di Lippe-Detmold
Simone Augusto di Lippe-Detmold (Detmold, 12 giugno 1727 – Detmold, 1º maggio 1782) fu Conte di Lippe-Detmold dal 1734 alla propria morte, avvenuta nel 1782.

## Biografia
Simone Augusto era figlio del Conte Simone Enrico Adolfo di Lippe-Detmold. Deceduto il padre quando egli non aveva ancora raggiunto l'età per governare, regnò sino al 1747 sotto la reggenza della madre, la Principessa Giovanna Guglielmina di Nassau-Idstein.
Sapiente governante, dal 1749 si valse dell'operato di Adolf von Hillensberg che lo assistette al governo di Lippe e consentì una notevole crescita demografica ed industriale della Contea, che nel 1776 contava già 49 416 abitanti.
Simone Augusto morì nel 1782 e venne succeduto dal figlio maggiore, Leopoldo.

## Matrimonio e figli
Simone Augusto si sposò quattro volte.
In prime nozze, il 24 agosto 1750, a Kirchheim, sposò la Principessa Luisa (1733-1764), figlia di Carlo Augusto di Nassau-Weilburg dalla quale ebbe una sola figlia:
- Carolina (1751-1753)

Alla morte della prima moglie, il 28 settembre 1765, a Dessau, Simone Augusto sposò la Principessa Maria Leopoldina (1746-1769), figlia di Leopoldo II di Anhalt-Dessau, dalla quale ebbe l'unico figlio maschio erede al trono:
- Leopoldo (1767-1802), sposò la Principessa Paolina Cristina di Anhalt-Bernburg

Dopo la morte della terza moglie, Simone Augusto si risposò in terze nozze a Dessau, il 9 novembre 1769, con la Principessa Casimira (1749-1778), figlia di Leopoldo II di Anhalt-Dessau (e sorella della moglie precedente, Maria Leopoldina), dalla quale ebbe una sola figlia:
- Augusta (1777-1809)

Alla morte della terza moglie, Simone Augusto si risposò in quarte nozze a Braunfels, il 26 marzo 1780, con la Principessa Cristina Carlotta di Solms-Braunfels (1744-1823), figlia di Federico Guglielmo di Solms-Braunfels, dalla quale però non ebbe figli.

## Ascendenza
|                                              |                                 |                                                 | Genitori                                              |  |  | Nonni |  |  | Bisnonni                               |  |  | Trisnonni                             |  |
|                                              |                                 |                                                 |                                                       |  |  |       |  |  | Simon Heinrich, conte di Lippe-Detmold |  |  | Hermann Adolf, conte di Lippe-Detmold |  |
|                                              |                                 |                                                 |                                                       |  |  |       |  |  | Simon Heinrich, conte di Lippe-Detmold |  |  | Hermann Adolf, conte di Lippe-Detmold |  |
|                                              |                                 | Ernestine zu Ysenburg-Büdingen-Birstein         |                                                       |  |  |       |  |  | Simon Heinrich, conte di Lippe-Detmold |  |  |                                       |  |
| Friedrich Adolf, conte di Lippe-Detmold      |                                 |                                                 |                                                       |  |  |       |  |  | Simon Heinrich, conte di Lippe-Detmold |  |  |                                       |  |
|                                              |                                 | Amalia von Dohna-Vianen                         | Christian Albrecht, conte di Dohna                    |  |  |       |  |  |                                        |  |  |                                       |  |
|                                              |                                 | Amalia von Dohna-Vianen                         | Christian Albrecht, conte di Dohna                    |  |  |       |  |  |                                        |  |  |                                       |  |
|                                              |                                 | Amalia von Dohna-Vianen                         | Sophie Theodore von Holland-Brederode-Vianen          |  |  |       |  |  |                                        |  |  |                                       |  |
| Simon Henrich Adolph, conte di Lippe-Detmold |                                 | Amalia von Dohna-Vianen                         |                                                       |  |  |       |  |  |                                        |  |  |                                       |  |
|                                              |                                 | Adolf, conte di Nassau-Schaumburg               | Ludwig Heinrich, principe di Nassau-Dillenburg        |  |  |       |  |  |                                        |  |  |                                       |  |
|                                              |                                 | Adolf, conte di Nassau-Schaumburg               | Ludwig Heinrich, principe di Nassau-Dillenburg        |  |  |       |  |  |                                        |  |  |                                       |  |
|                                              |                                 | Adolf, conte di Nassau-Schaumburg               | Katharina von Sayn-Wittgenstein                       |  |  |       |  |  |                                        |  |  |                                       |  |
| Johanna Elisabeth von Nassau-Schaumburg      |                                 | Adolf, conte di Nassau-Schaumburg               |                                                       |  |  |       |  |  |                                        |  |  |                                       |  |
|                                              |                                 | Elisabeth Charlotte von Holzappel               | Peter Melander, conte di Holzappel                    |  |  |       |  |  |                                        |  |  |                                       |  |
|                                              |                                 | Elisabeth Charlotte von Holzappel               | Peter Melander, conte di Holzappel                    |  |  |       |  |  |                                        |  |  |                                       |  |
|                                              |                                 | Elisabeth Charlotte von Holzappel               | Agnes von Efferen                                     |  |  |       |  |  |                                        |  |  |                                       |  |
| Simon August, conte di Lippe-Detmold         |                                 | Elisabeth Charlotte von Holzappel               |                                                       |  |  |       |  |  |                                        |  |  |                                       |  |
|                                              | Johann, conte di Nassau-Idstein | Ludwig II, conte di Nassau-Weilburg             |                                                       |  |  |       |  |  |                                        |  |  |                                       |  |
|                                              | Johann, conte di Nassau-Idstein | Ludwig II, conte di Nassau-Weilburg             |                                                       |  |  |       |  |  |                                        |  |  |                                       |  |
|                                              | Johann, conte di Nassau-Idstein | Anna Maria von Hessen-Kassel                    |                                                       |  |  |       |  |  |                                        |  |  |                                       |  |
| Georg August, conte di Nassau-Idstein        | Johann, conte di Nassau-Idstein |                                                 |                                                       |  |  |       |  |  |                                        |  |  |                                       |  |
|                                              |                                 | Anna von Leiningen-Dagsburg-Falkenburg          | Philipp Georg, conte di Leiningen-Dagsburg-Falkenburg |  |  |       |  |  |                                        |  |  |                                       |  |
|                                              |                                 | Anna von Leiningen-Dagsburg-Falkenburg          | Philipp Georg, conte di Leiningen-Dagsburg-Falkenburg |  |  |       |  |  |                                        |  |  |                                       |  |
|                                              |                                 | Anna von Leiningen-Dagsburg-Falkenburg          | Anna zu Erbach                                        |  |  |       |  |  |                                        |  |  |                                       |  |
| Johannette Wilhelmine von Nassau-Idstein     |                                 | Anna von Leiningen-Dagsburg-Falkenburg          |                                                       |  |  |       |  |  |                                        |  |  |                                       |  |
|                                              |                                 | Albrecht Ernst I, principe di Öttingen-Öttingen | Joachim Ernst, conte di Öttingen-Öttingen             |  |  |       |  |  |                                        |  |  |                                       |  |
|                                              |                                 | Albrecht Ernst I, principe di Öttingen-Öttingen | Joachim Ernst, conte di Öttingen-Öttingen             |  |  |       |  |  |                                        |  |  |                                       |  |
|                                              |                                 | Albrecht Ernst I, principe di Öttingen-Öttingen | Anna Dorothea von Hohenlohe-Neuenstein                |  |  |       |  |  |                                        |  |  |                                       |  |
| Henriette Dorothea von Oettingen-Oettingen   |                                 | Albrecht Ernst I, principe di Öttingen-Öttingen |                                                       |  |  |       |  |  |                                        |  |  |                                       |  |
|                                              |                                 | Christine Friederike von Württemberg            | Eberhard III, duca del Württemberg                    |  |  |       |  |  |                                        |  |  |                                       |  |
|                                              |                                 | Christine Friederike von Württemberg            | Eberhard III, duca del Württemberg                    |  |  |       |  |  |                                        |  |  |                                       |  |
|                                              |                                 | Christine Friederike von Württemberg            | Anna Katharina Dorothea von Salm-Kyrburg              |  |  |       |  |  |                                        |  |  |                                       |  |
|                                              |                                 | Christine Friederike von Württemberg            |                                                       |  |  |       |  |  |                                        |  |  |                                       |  |